# Molophilus frohnei
Molophilus frohnei là một loài ruồi trong họ Limoniidae. Chúng phân bố ở miền Tân bắc.